# Gefleckte Höhlenspinne

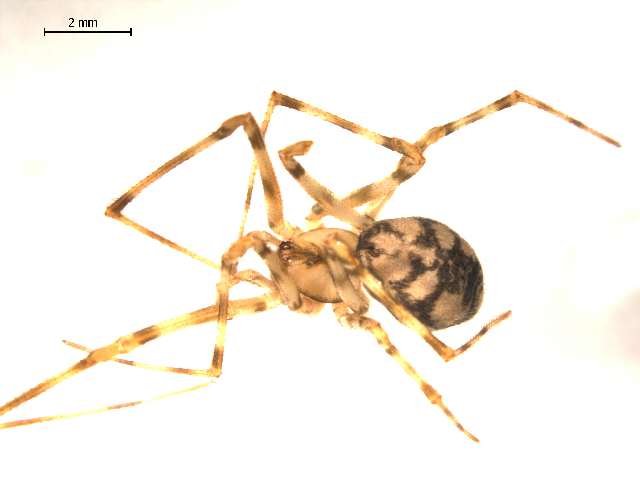
Ein weibliches Exemplar

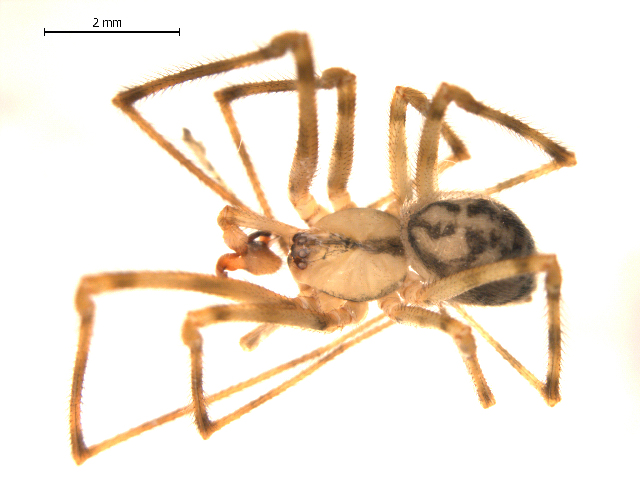
Ein männliches Exemplar

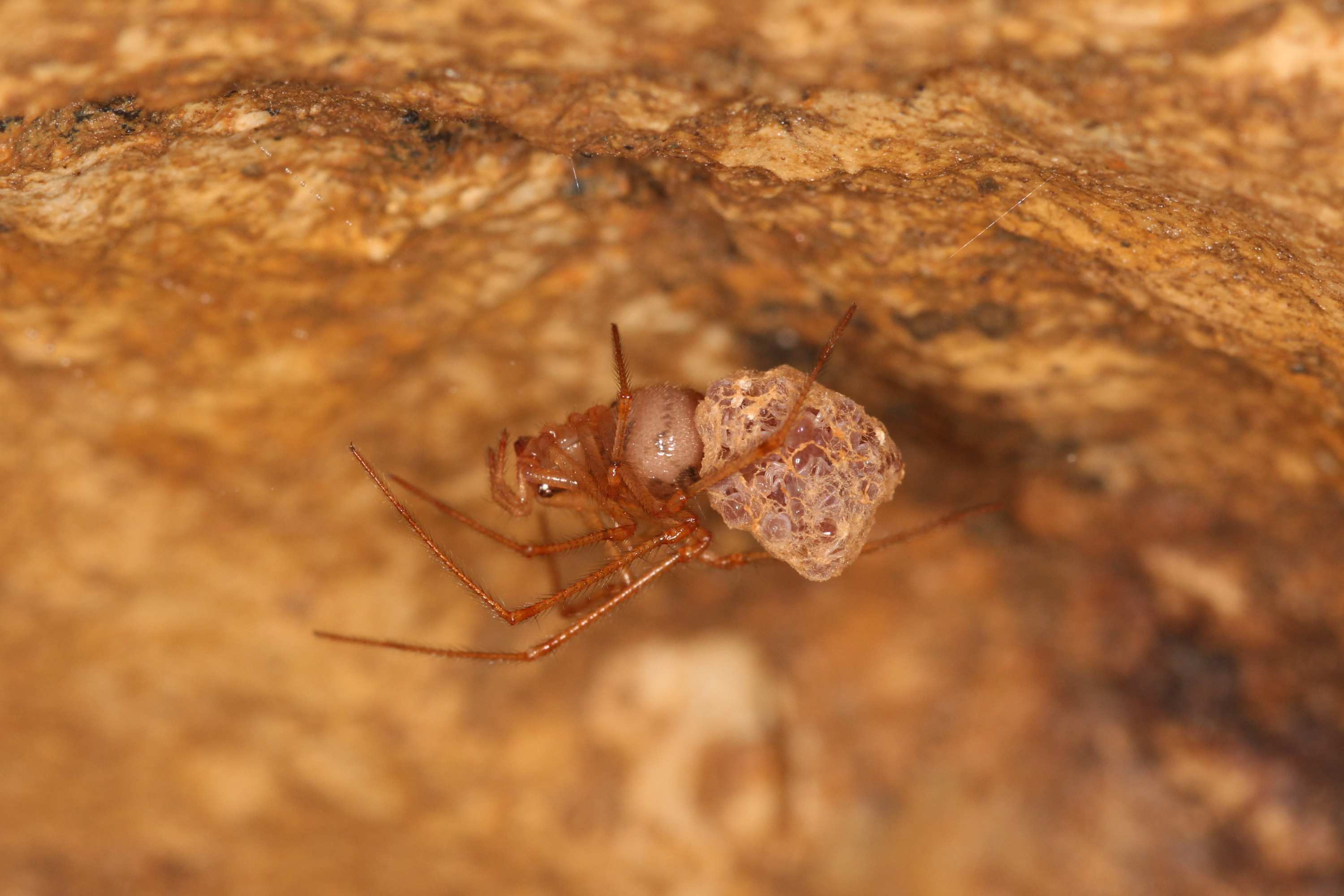
Ein Weibchen mit Eikokon am Hinterleib

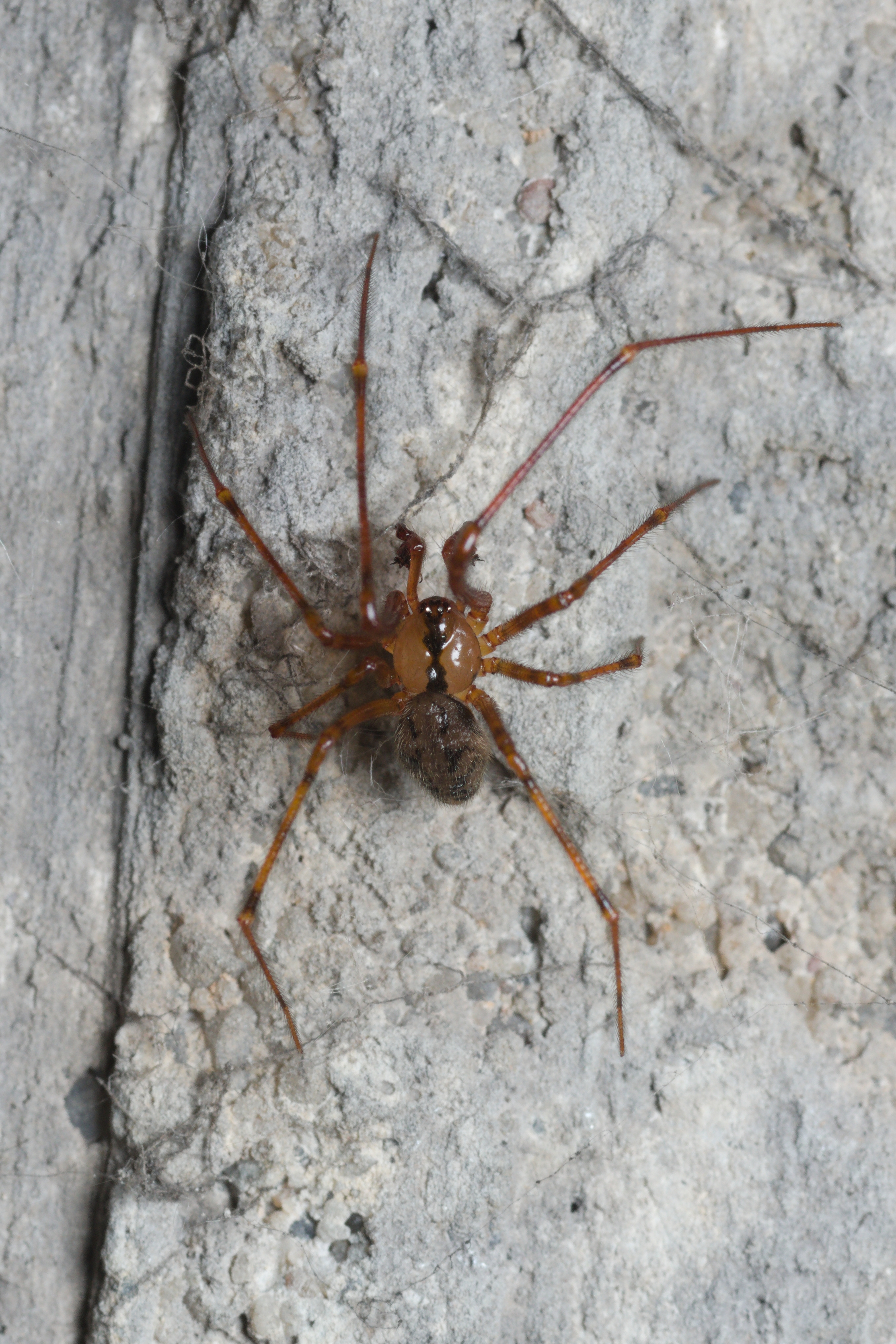
Ein weiteres männliches Exemplar mit dunklerem Hinterleib

Die Gefleckte Höhlenspinne (Nesticus cellulanus) ist eine Art der zu den Webspinnen gehörenden Höhlenspinnen und ist in Europa, Westasien und Nordamerika beheimatet.
Auf Grund ihrer Verbreitung und der leichten Erkennbarkeit der Art wurde sie zum Höhlentier des Jahres 2024 in Deutschland, Österreich und der Schweiz gewählt. Gleichzeitig ist sie Europäische Spinne des Jahres 2024.

## Merkmale
Die Körperlänge der Weibchen beträgt 3,5–6 mm, die der Männchen 3–5 mm. Das Prosoma ist dorsal gelbbraun gefärbt, mit einer dünnen dunklen Randung und einem dunklen Mittelband. Die Chelizeren besitzen drei Zähne auf dem promarginalen (innenliegenden) Rand, dahinter befinden sich etliche kleinere Erhöhungen. Zusätzlich sind auf den Chelizeren sieben lange gezähnte Borsten ausgeprägt. Das Opisthosoma ist fast rund und hell graugelb gefärbt. In der Regel ist ein dunkles dorsales Muster ausgeprägt. Die Beine sind wie das Prosoma gefärbt und in der Regel mit einer deutlichen Ringelung. Die Pigmentierung der Art scheint von der Belichtung ihres Lebensraumes abzuhängen. Bei Exemplaren aus dauerhaft dunklen Lebensräumen ist die Pigmentierung nur schwach bis gar nicht ausgeprägt, der Hinterleib dunkler und zusätzlich ist das Tapetum der Augen reduziert. Bei Tieren aus zumindest zeitweise belichteten Habitaten ist die Zeichnung klar und kontrastreich.

### Ähnliche Arten
Die mittlerweile ebenfalls in Deutschland nachgewiesene Kryptonesticus eremita kann über die Genitalien unterschieden werden. Nach manchen Autoren kann die Stellung des Trichobothriums auf dem Metatarsus I als Unterscheidungsmerkmal dienen, nach Messungen von Jäger (1998) ist dieses Merkmal aufgrund der hohen Variabilität jedoch nicht als Unterscheidungsmerkmal zu verwenden. Ist der Epigynenmittelteil bei Weibchen an der Epigastralfurche breit und konvergieren die nach anterior verlaufenden Furchen handelt es sich um Nesticus cellulanus, ist der Epigynenmittelteil am posterioren Rand der Epigyne zu einem schmalen Steg verschmälert und divergieren die nach anterior verlaufenden Furchen handelt es sich um Kryptonesticus eremita.
Von anderen Nesticus-Arten unterscheidet sich die Art durch die zweigeteilte Spitze der tegulären Apophyse, das Vorhandensein eines langen hakenförmigen Fortsatzes, der sich weit über das Cymbium hinaus erstreckt und ein einfaches Paracymbium.
In verschiedenen anatomischen Merkmalen und der Körpergestalt gleichen die Nesticidae sehr den Kugelspinnen. Auch das Deckennetz der Höhlenspinnen ist dem der Kugelspinnen sehr ähnlich.
Durch die Zeichnung und das synanthrope Vorkommen ist auch eine Verwechslung mit der Speispinne denkbar.

## Verbreitung
Die Art ist von Europa bis Westasien verbreitet und wurde auch in Nordamerika eingeschleppt. Literaturangaben sprechen von einer holarktischenVerbreitung, z. T. von einer gesamtholarktischen. In Europa lebt sie vom Norden und Osten der Iberischen Halbinsel im Südwesten bis nach Irland und Großbritannien im Nordwesten. Im Norden kommt sie bis nach Schottland, in die zentralen Küstengebiete Skandinaviens, das südliche Finnland und Russland um den Onegasee und die Oblast Nischni Nowgorod vor. Die östlichsten Vorkommen liegen in Baschkortostan und der südlichen Türkei nahe der syrischen Grenze. Im Süden lebt die Art in der Türkei, auf der Balkanhalbinsel, auf der Apenninhalbinsel südlich etwa bis Rom, in Südfrankreich und Spanien. In Nordamerika lebt sie nur im Osten, von Nova Scotia und New Brunswick in Kanada über Maine, Vermont und Massachusetts in den Vereinigten Staaten bis in das Gebiet westlich des Ontariosees (Ontario, Kanada).
In Deutschland wird die Art nicht selten gefunden mit einer hohen Nachweisdichte in der Mitte und im Südwesten Deutschlands. Besonders auf der Schwäbischen und Fränkischen Alb wird sie häufig auch in Höhlen gefunden. In der Roten Liste gefährdeter Arten Deutschlands gilt sie als ungefährdet.

## Lebensraum
Die Gefleckte Höhlenspinne benötigt eine hohe Luftfeuchtigkeit und Dunkelheit. In Wäldern lebt sie unter Fallholz in feuchten Wäldern, unter Steinen und Moos, in hohlen Bäumen, Sümpfen und tief in den Lücken zwischen Geröll. Sie kommt auch in Höhlen, Stollen und Minen vor. Im urbanen Raum lebt sie in feuchten Kellern, gemauerten Schächten, Bachunterführungen und in der Kanalisation. Hier werden die Nester beispielsweise an Felsvorsprüngen und in Mauerritzen angelegt.
Auf den Britischen Inseln wird die Art von 3 bis 500 m Höhe gefunden.

## Lebensweise
Bei dem Maschennetz handelt es sich um ein Deckennetz, von dem aus mit Klebetröpfchen besetzte Fangfäden nach unten ziehen. Stößt ein Beutetier an die Fangfäden, bleibt es daran kleben und wird von der Spinne ins Deckennetz hinaufgezogen. Die Spinnen hängen bauchoben in ihren Netzen und finden sich meist in lockerer Gesellschaft. Der grobmaschig umsponnene Eikokon wird nicht im Netz befestigt, sondern an den Spinnwarzen angeheftet und mit herumgetragen. Auch die Jungspinnen bleiben nach dem Schlüpfen zunächst noch einige Zeit am Eikokon, bevor sie sich verteilen. Die Art gehört zu der nicht sehr reichhaltigen Fauna unserer Höhlen. Es handelt sich aber nur um eine troglophile (Höhlen bevorzugende), nicht um eine troglobionte (dauernd in Höhlen lebende) Spinne.
Die Paarungszeit ist im Frühsommer, die Eisäcke werden zwischen Juni und August produziert. Adulte Tiere sind ganzjährig zu finden.
Frisch gehäutete Weibchen reagieren nicht auf männliche Balzversuche, während bereits besamte Weibchen aggressiv auf werbende Männchen reagieren und auf diese zustürmen.

## Taxonomie
Synonyme der Art lauten:
- Araneus cellulanus Clerck, 1757 (ursprüngliche Schreibweise)
- Aranea cellulana Olivier, 1789
- Aranea cellularia Meyer, 1790
- Araneus cellulinus Martyn, 1793
- Aranea crypticola Walckenaer, 1802
- Theridion crypticolens Walckenaer, 1805
- Linyphia cellulanus Sundevall, 1831
- Linyphia pallidula Blackwall, 1834
- Linyphia crypticolens Walckenaer, 1841
- Meta cellulana C. L. Koch, 1841
- Theridium cellulanum Thorell, 1858
- Nesticus noctivaga Simon, 1913
- Nesticus cellulanus subsp. noctivagus Simon, 1913
- Theridion terrestrellum Roewer, 1942

Unterarten
Neben dem Nominotypischen Taxon wurde noch eine weitere Unterart beschrieben:
- Nesticus cellulanus affinis Kulczyński, 1894